# Bruno Méndez (Fußballspieler)
Bruno Méndez Cittadini (* 10. September 1999 in Montevideo) ist ein uruguayischer Fußballspieler, der seit Januar 2024 beim spanischen Erstligisten FC Granada unter Vertrag steht.

## Karriere

### Verein
Mit vier Jahren begann Méndez beim Hauptstadtverein Danubio FC mit dem Fußballspielen, wo er unter anderem mit Nicolás Schiappacasse zusammenspielte. Nachdem er bei Danubio keine Chance mehr hatte, ging er in die Jugend der Montevideo Wanderers. Im Jahr 2017 wurde er vom Trainer Jorge Giordano in die erste Mannschaft der Bohemios befördert. Am 19. November 2017 debütierte er beim 1:0-Heimsieg gegen die Rampla Juniors in der Primera División. Sein erstes Pflichtspieltor erzielte er am 21. Oktober 2018 beim 5:0-Auswärtssieg gegen River Plate Montevideo.
Am 20. Februar 2019 wechselte Méndez für eine Ablösesumme in Höhe von 3 Millionen Euro zum brasilianischen Erstligisten Corinthians São Paulo, wo er einen Vertrag bis Jahresende 2023 unterzeichnete. Sein Ligadebüt bestritt er am 9. Juni beim 0:0-Unentschieden gegen Cruzeiro Belo Horizonte. Im Juli 2021 wurde er für ein Jahr an Internacional Porto Alegre ausgeliehen.
Zum 1. Januar 2024 unterzeichnete er einen bis 2027 datierten Vertrag beim spanischen Erstligisten FC Granada.

### Nationalmannschaft
Méndez repräsentierte die uruguayische U-17-Nationalmannschaft in mindestens einem Spiel. Am 3. April 2018 debütierte er für die U-20-Auswahl der Celeste und aktuell ist er der Kapitän dieser.
Im November 2018 wurde er, aufgrund von Verletzungen der Innenverteidiger Diego Godín und Marcelo Saracchi, anlässlich der Freundschaftsspiele gegen Brasilien und Frankreich erstmals für die uruguayische A-Auswahl nominiert. Sein Debüt gab er am 16. November bei der 0:1-Niederlage gegen Brasilien.